# Xã Jackson, Quận Hancock, Indiana
Xã Jackson (tiếng Anh: Jackson Township) là một xã thuộc quận Hancock, tiểu bang Indiana, Hoa Kỳ. Năm 2010, dân số của xã này là 1.786 người.